# Clay Buchholz
Pour les articles homonymes, voir Buchholz.
Clay Daniel Buchholz (né le 14 août 1984 à Nederland, Texas, États-Unis) est un lanceur droitier qui a joué dans la Ligue majeure de baseball de 2007 à 2019. 
De 2007 à 2016, Buchholz joue pour les Red Sox de Boston. Il lance un match sans point ni coup sûr en 2007 à sa deuxième partie jouée dans le baseball majeur, est sélectionné au match des étoiles en 2010 et 2013 et remporte avec Boston la Série mondiale 2013.

## Carrière

### Red Sox de Boston
Après des études secondaires à la Lumberton High School de Lumberton (Texas), il suit des études supérieures à la McNeese State University et l'Angelina College.
Il est drafté le 7 juin 2005 par les Red Sox de Boston au premier tour de sélection (42e choix). 

#### Saison 2007
Après deux saisons en Ligues mineures, il fait ses débuts en Ligue majeure le 17 août 2007.
Lors de sa deuxième apparition au plus haut niveau, le 1er septembre, il réussit un Match sans point ni coup sûr à Fenway Park dans une victoire de 10-0 des Red Sox sur les Orioles de Baltimore. Buchholz donne trois buts-sur-balles et atteint un frappeur des Orioles dans le match. Il est le troisième lanceur à réussir une partie sans coup sûr à son deuxième match joué ou plus tôt, après Bobo Holloman des Browns de Saint-Louis à son premier match joué le 6 mai 1953 et Wilson Álvarez à sa deuxième partie pour les White Sox de Chicago le 11 août 1991.

#### Saison 2008
Blessé en début de saison 2008, il reste en Ligues mineures jusqu'à son rappel en Majeure le 11 juillet. Ces prestations ne sont pas fameuses, et il est renvoyé en Mineures après le match du 20 août.

#### Saison 2009
Affecté en Triple-A après l'entraînement de printemps 2009, il rate de peu un match parfait avec les Red Sox de Pawtucket alors qu'il lance 8 manches parfaites avant d'accorder un coup sûr. Il est appelé en Ligue majeure après la pause du Match des étoiles et termine la saison avec 7 victoires et 4 défaites en 16 départs pour les Red Sox. Il effectue un départ en Série de divisions contre les Angels de Los Angeles. Il donne deux points en cinq manches à son premier match de séries éliminatoires mais n'est pas impliqué dans la décision après cette défaite des Sox.

#### Saison 2010
En 2010, Buchholz connaît une brillante saison qui l'amène pour la première fois au match des étoiles. Il complète l'année avec 17 victoires, un record personnel, contre 7 défaites. Sa moyenne de points mérités de seulement 2,33 en 173 manches et deux tiers lancées est la 2e meilleure de la Ligue américaine et la 3e meilleure des majeures après celles de Felix Hernandez des Mariners et Josh Johnson des Marlins. Il est nommé lanceur du mois dans la Ligue américaine en août.

#### Saison 2011
En avril 2011, il obtient des Red Sox une prolongation de contrat de quatre ans valant près de 30 millions de dollars. Mais il ne peut répéter en 2011 ses succès de l'année précédente puisqu'une blessure au dos met un terme à saison à la mi-juin. En 14 départs en 2011, Buchholz maintient une moyenne de points mérités de 3,48 en 82,2 manches lancées, avec 6 victoires et 3 défaites.

#### Saison 2012

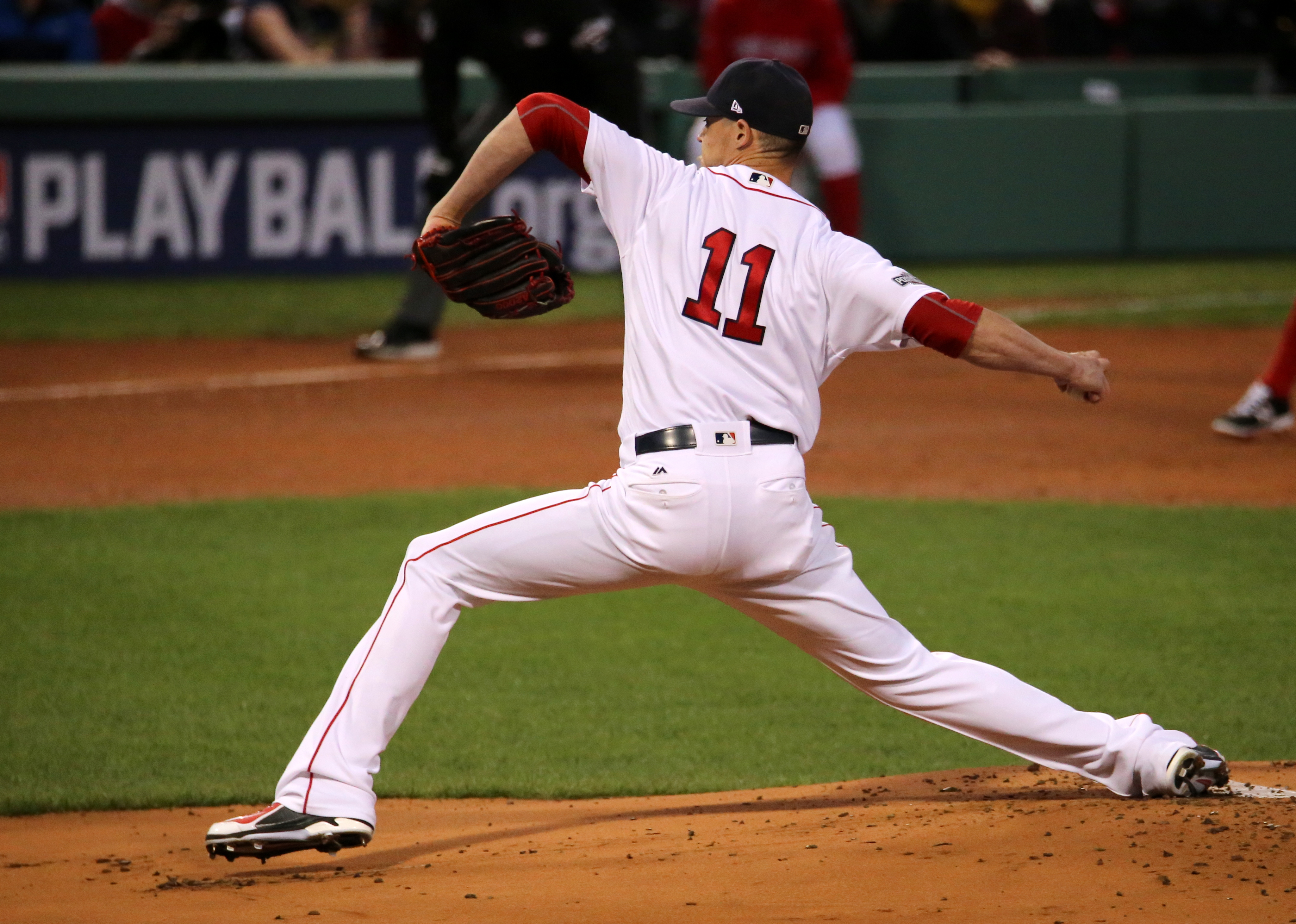
Clay Buchholz au monticule durant le 3e match de la Série de divisions 2016 de la Ligue américaine.

En 29 départs en 2012, Buchholz remporte 11 victoires contre 9 défaites. Sa moyenne de points mérités est la plus élevée de sa carrière pour une saison entière : 4,56 en 189 manches et un tiers lancées. Il mène les Sox pour les victoires, à égalité avec Felix Doubront.

#### Saison 2013
Avec 5 victoires en autant de décisions et une moyenne de points mérités de 1,19 au cours du premier mois de la saison régulière, Buchholz est nommé lanceur du mois en avril dans la Ligue américaine, un honneur qu'il reçoit pour la seconde fois de sa carrière après l'avoir remporté en août 2010. Mais encore une fois, le droitier éprouve du mal à demeurer en santé une saison complète. À la mi-juin, il est placé sur la liste des blessés pour des raideurs à la nuque. Ceci survient juste avant qu'il reçoive sa deuxième invitation en carrière au match des étoiles. Il doit le rater et cède sa place à Bartolo Colón des A's d'Oakland. Son épaule droite le fait également souffrir et il rate finalement 93 jours d'activité. Il revient au jeu le 10 septembre pour remporter contre Tampa Bay sa 10e victoire en autant de décisions. Il encaisse finalement une défaite avant la fin de la saison régulière et complète le calendrier avec une fiche de 12-1 et une moyenne de points mérités de seulement 1,74 en 16 départs et 108 manches et un tiers lancées.
Ses douleurs à l'épaule reviennent durant les séries éliminatoires et il affiche une moyenne de points mérités de 4,79 en 20 manches et deux tiers lancées en 4 départs en matchs d'après-saison, sautant même son tour dans la rotation en Série mondiale 2013 contre Saint-Louis. Dans le 4e match de la série finale, sa balle rapide est anormalement lente, et il est retiré de la rencontre après 4 manches lancées, ayant accordé un point non mérité, 3 coups sûrs et 3 buts-sur-balles. Buchholz fait partie de l'équipe des Red Sox championne de la Série mondiale 2013.

#### Saison 2014
En santé en 2014, Buchholz effectue 28 départs et lance 170 manches et un tiers pour les Red Sox mais, à l'image de son club, connaît une difficile saison. Sa moyenne de points mérités de 5,34 est de loin sa pire en carrière, exception faite de la quinzaine parties jouées en 2008, en début de carrière. Il remporte 8 victoires contre 11 défaites.

### Phillies de Philadelphie
Clay Buchholz est le 20 décembre 2016 échangé aux Phillies de Philadelphie contre le joueur de deuxième but des ligues mineures Josh Tobias.

## Statistiques
| Saison | Équipe | G  | GS | CG | SHO | V  | D  | SV | IP    | SO  | ERA  |
| ------ | ------ | -- | -- | -- | --- | -- | -- | -- | ----- | --- | ---- |
| 2007   | Boston | 4  | 3  | 1  | 1   | 3  | 1  | 0  | 22.2  | 22  | 1,59 |
| 2008   | Boston | 16 | 15 | 1  | 0   | 2  | 9  | 0  | 76.0  | 72  | 6,75 |
| 2009   | Boston | 16 | 16 | 0  | 0   | 7  | 4  | 0  | 92.0  | 68  | 4,21 |
| 2010   | Boston | 28 | 28 | 1  | 1   | 17 | 7  | 0  | 173.2 | 120 | 2,33 |
| Totaux | Totaux | 64 | 62 | 3  | 2   | 29 | 21 | 0  | 364.1 | 282 | 3,68 |

| Saison | Équipe | G | GS | CG | SHO | V | D | SV | IP  | SO | ERA  |
| ------ | ------ | - | -- | -- | --- | - | - | -- | --- | -- | ---- |
| 2009   | Boston | 1 | 1  | 0  | 0   | 0 | 0 | 0  | 5.0 | 3  | 3,60 |
| Totaux | Totaux | 1 | 1  | 0  | 0   | 0 | 0 | 0  | 5.0 | 3  | 3,60 |

Note : G = Matches joués ; GS = Matches comme lanceur partant ; CG = Matches complets ; SHO = Blanchissages ; 
V = Victoires ; D = Défaites ; SV = Sauvetages ; IP = Manches lancées ; SO = Retraits sur des prises ; ERA = Moyenne de points mérités.